# Данчо Данчев (учител)
Вижте пояснителната страница за други личности с името Данчо Данчев.
Данчо Данчев е български учител, есперантист, поет, журналист и общественик. Някои свои текстове е подписва с превдонима Венко Модеста. Роден е на 23 октомври 1937 г. в с. Черничево, Пловдивска област. Има син и дъщеря.

## Образование
Основно образование завършва в училището на родното си село, а средно – в гимназията на гр. Хисар. Българска филология завършва през 1982 г. в ПУ „Паисий Хилендарски“.

## Работа
От 1957 до 1977 година работи като кошничар в ПП „Успех“ – Пловдив, а от 1977 до 1997 е учител по брайлово ограмотяване в Националния център за рехабилитация – Пловдив.

## Публикации
Данчо Данчев е съавтор на два учебника по брайлово ограмотяване. Автор е също и на поетичните книги „Разделям се с мига“ и „Пак ще нашепвам на глас“ и на първия български самоучител по брайл. 16 литературни сборника включват негови творби в мерена реч. Данчо Данчев е автор и на стотици журналистически текстове в български и чуждестранни, най-вече печатни медии.

## Публични роли
Данчо Данчев е един от учредителите на пловдивското дружество на слепите есперантисти „Lumo“ и дългогодишен негов председател. Учредител е и на Асоциацията на невиждащите есперантисти в България и член на нейния управителен съвет. От септември 2001 е отговорен редактор на сп. „Есперанта файреро“ („Esperanta fajrero“), което се разпространява в над 20 страни и читателската му аудитория брои над 300 души. От 1994 г. години Данчо Данчев е редактор на рубрика „В света на съсъдбениците“ в органа на Международната лига на слепите есперантисти сп. „Esperanta ligilo“ („Есперантска връзка“), в която представя интересни разработки.